# Пономарьов Ілля Володимирович
Ілля́ Володи́мирович Пономарьо́в (рос. Илья́ Влади́мирович Пономарёв; нар. 6 серпня 1975, Москва, РРФСР) — російський політичний діяч, підприємець у галузі високих технологій. Депутат Державної думи Росії V і VI скл. (повноваження припинені достроково) скликань, член фракції «Справедлива Росія», член Ради Лівого фронту, голова опікунської ради Інституту інноваційного розвитку. Має громадянство України та володіє українською мовою.
20 березня 2014 року, під час голосування в Державній Думі Росії щодо «ратифікації» Договору про анексію Криму був єдиним із 450 депутатів, що проголосував проти анексії. Своє ставлення до анексії пояснив так: «Погано не те, що приєднали, а те, як приєднали». У 2016 почав змінювати свою думку: «Крим є українським, однак, після виведення звідти російських військ, на півострові слід провести референдум»

## Політична позиція
Заявив, що докторська дисертація Жириновського являє собою «80-сторінковий конспект художньо-публіцистичних творів самого Жириновського». Додав, що при захисті в МДУ в 1998 році половина ради ВАК на знак протесту покинула свої місця в залі. А ті, хто залишився, — отримали хабаря. 18 лютого 2013 року Пономарьов направив запит генпрокурору Росії Юрію Чайці, в якому просив перевірити законність захисту дисертації лідером ЛДПР. Слідчий комітет Росії почав перевірку законності присудження Жириновському докторського звання.

## Переслідування в Росії
У серпні 2014 був змушений покинути Росію, з 2015 року перебуває у США. У РФ проти нього порушили кримінальну справу, у квітні 2015 Держдума Росії позбавила Іллю Пономарьова депутатської недоторканності. 16 жовтня 2015 Держдума Росії дала згоду на арешт Іллі Пономарьова, обвинуваченого в пособництві у розтраті фонду «Сколково».
10 червня 2016 Держдума Росії своїм рішенням достроково позбавила Пономарьова повноважень депутата.
17 травня 2019 року Президент Порошенко надав Пономарьову українське громадянство.

## В Україні
У 2022 році опублікував заяву від імені Національної республіканської армії.
31 серпня Пономарьов від імені Національної республіканської армії підписав «Декларацію російської збройної опозиції» з легіоном «Свобода Росії» та заявив, що спочатку до них погодилися приєднатися представники Російського добровольчого корпусу. Але пізніше вийшла офіційна заява РДК, що вони не підписували декларацію і не визнали своїм символом біло-синьо-білий прапор.
Ініціював так званий З'їзд народних депутатів із Росії. Учасник Форуму Вільних Народів Постросії, де постійно критикується.
Вночі проти 1 серпня 2024 року російський дрон «Герань-2» вдарив по будинку Пономарьова, Ілля зазнав уламкових поранень. За добу до цього, під час масованої атаки по Києву на ділянку біля будинку Пономарьова також прилітало три дрони, їх було збито.